# Пане Бичев
Пане Иванов Бичев е български полицай, първи началник на тайната полиция в Царство България.

## Биография
Пане Бичев е роден на 22 септември 1885 година в Ихтиман. През 1910 година става секретар на новосформираното отделение „Обществена безопасност“ при Столичната полиция. Между 1910 и 1912 година е пристав към същата, а през Балканските войни (1912 – 1913) е началник на полевата тайна полиция в Македония. През Първата световна война (1915 – 1918) е началник на полицейската подсекция за Македония при Щаба на действащата армия. От 1919 година е инспектор на отделение „Обществена безопасност“, през 1920 година е подначалник в същото, а между 1921 и 1925 година е главен инспектор на отделението. Между 1925 и 1932 година е главен инспектор при Дирекцията на полицията. Поддържа тесни връзки с дейците на македонското освободително движение.
Наричан е „кошмарът на червените терористи“, тъй като е разплитал мрежите на комунистите.
През 1932 година се пенсионира, след което основава първото частно детективско бюро в България. Автор е на трудове за атентатите в Градското казино, театър „Одеон“, църквата „Света Неделя“ и други.
След Деветосептемврийския преврат (1944) книгата му за атентата в „Света Неделя“ е забранена и изчезва (както и много от преките свидетелства за атентата – вестници, книги и хора, които са имали пряко участие). Изпратена е в секретния библиотечен фонд.
Пане Бичев е арестуван през ноември 1944 година в София и изчезва безследно.